# Đá Nhỏ
Đá Nhỏ (tiếng Anh:  Discovery Small Reef; tiếng Filipino: Gomez; tiếng Trung: 小现礁; bính âm: Xiǎoxiàn jiāo, Hán-Việt: Tiểu Hiện tiêu) là một rạn san hô thuộc cụm Nam Yết của quần đảo Trường Sa. Đá này nằm về phía đông của đá Lớn khoảng 11 hải lý (20 km) và về phía tây nam của đá Ga Ven khoảng 16 hải lý.
Đá Nhỏ là đối tượng tranh chấp giữa Việt Nam, Đài Loan, Philippines và Trung Quốc. Hiện chưa rõ nước nào thực sự kiểm soát đá này.

## Đặc điểm
Đây là một rạn san hô hình tròn có đường kính khoảng 800 mét, một phần lộ ra khi thủy triều xuống. Mực nước nông tại đây làm nổi bật một khu vực rộng 1 km².